# Mocedades
Mocedades ist eine baskische Gesangsgruppe.

## Bandgeschichte
1967 gründeten die Schwestern Amaya, Izaskun und Estíbaliz Uranga die Gruppe Las Hermanas Uranga (dt.: Die Uranga-Schwestern). Nachdem sich deren Brüder und weitere Freunde anschlossen, benannte man sich in Voces y guitarras (dt.: Stimmen & Gitarren) um. Die mittlerweile achtköpfige Gruppe bekam einen Plattenvertrag und firmierte seit 1969 unter dem Namen Mocedades und durfte beim Eurovision Song Contest 1973 für Spanien antreten. Ihr Titel Eres Tú mit dem Hauptgesang von Amaya Uranga belegte den zweiten Platz. Die Single wurde ein internationaler Hit und erreichte in den US-Charts Platz 9 und in den deutschen Charts Platz 15. Es erschienen zahlreiche Coverversionen, die Gruppe selbst sang englische, deutsche, französische und italienische Sprachversionen ein.
Die Gruppe, die etliche Personalwechsel vollzog, veröffentlichte kontinuierlich Tonträger, überwiegend für den spanischsprachigen Markt.

## Mitglieder
- Amaya Uranga (1969–1984)
- Izaskun Uranga (1969-Heute)
- Estíbaliz Uranga (1969–1972)
- Roberto Uranga (1969–1993)†
- Sergio Blanco (1969–1972)†
- Rafael Blanco (1969–1972)†
- Javier Garay (1970-Heute)
- José Ipiña (1969–1970) (1972–1989)
- Francisco Pañera (1969–1970)
- Carlos Zubiaga (1972–1989)
- Ana Bejerano (1985–1993)
- Iñaki Uranga (1989–1993)
- José Garcia (1993–1996)
- Iñigo Zubizarreta (1993–1996)
- Ines Rangil (1993–1996)
- Arsenio Gutiérrez (1997–1999)
- Idoia Arteaga (1997–1999)
- José Antonio Las Heras (1997–2005)†
- José Fernando González (1997–1999) (2005-Heute)
- Iratxe Martínez (2001–2005)
- Luis Hornedo (2001-Heute)
- Rosa Rodríguez (2005-Heute)
- Edorta Aiartzagüena (2010-Heute)

## Diskografie (Alben)
- 1969: Mocedades 1
- 1970: Mocedades 2
- 1971: Mocedades 3
- 1973: Mocedades 4
- 1974: Mocedades 5
- 1975: La otra España
- 1976: El Color de tu Mirada
- 1977: Mocedades 8
- 1978: Kantaldia
- 1978: Mocedades 10
- 1980: Amor
- 1981: Desde que tú te has ido
- 1982: Amor de hombre
- 1983: La musica
- 1984: 15 años de música

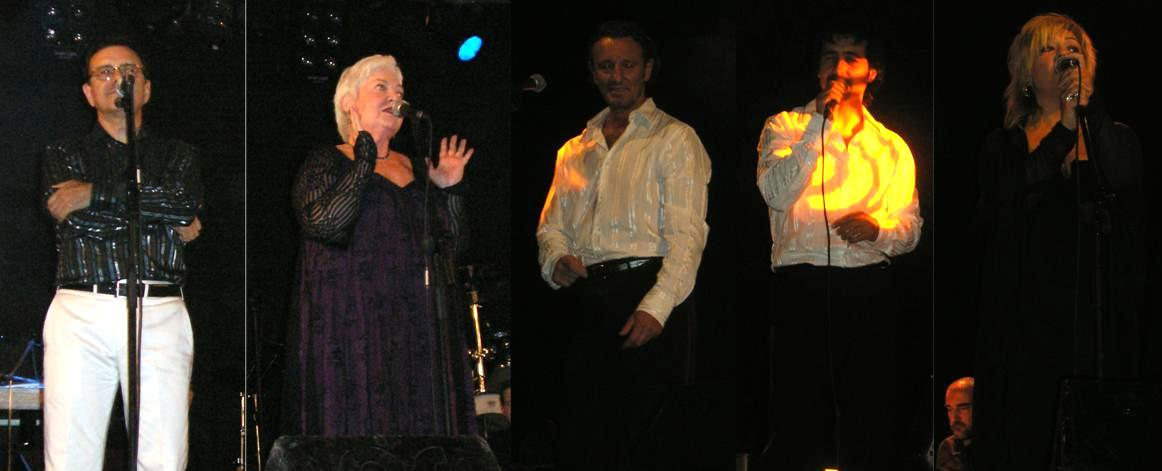
Mocedades (2006)

- 1984: La vuelta al mundo de Willy Fog
- 1986: Colores
- 1987: Sobreviviremos
- 1992: Intimamente
- 1995: Suave luz
- 1997: Mocedades canta a Walt Disney
- 2007: Mocedades canta a Juan Luis Guerra

## Auszeichnungen für Musikverkäufe
| Goldene Schallplatte - Spanien - 1987: für das Album Colores - 1987: für das Album Sobreviviremos Platin-Schallplatte - Spanien - 1984: für das Album Quince Anos De Musica | 2× Platin-Schallplatte - Spanien - 1995: für das Album Antología 10× Platin-Schallplatte - Spanien - 2000: für das Album 30 Aniversario |

| Land/RegionAuszeichnungen für Musikverkäufe (Land/Region, Auszeichnungen, Verkäufe, Quellen) | Gold     | Platin       | Verkäufe  | Quellen                         |
| -------------------------------------------------------------------------------------------- | -------- | ------------ | --------- | ------------------------------- |
| Spanien (Promusicae)                                                                         | 2× Gold2 | 13× Platin13 | 1.400.000 | elportaldemusica.es ES2 ES3 ES4 |
| Insgesamt                                                                                    | 2× Gold2 | 13× Platin13 |           |                                 |